# Estadio Municipal de Chapín
Estadio Municipal de Chapín – wielofunkcyjny stadion w Jerez de la Frontera, w Hiszpanii. Został otwarty 28 czerwca 1988 roku. Może pomieścić 20 522 widzów. Swoje spotkania rozgrywają na nim piłkarze klubu Xerez CD, którzy przed otwarciem Estadio Municipal de Chapín występowali na Estadio Domecq. Obiekt był główną areną Światowych Igrzysk Jeździeckich 2002. Na stadionie odbywały się również spotkania piłkarskich reprezentacji narodowych.